# Frederick Schaefer
Frederick Schaefer (* 1817 in Wetzlar; † 1897) war ein deutschamerikanischer Brauer und gemeinsam mit seinem Bruder Maximilian Gründer der F. M. Schaefer Brewery, die als F. & M. Schaefer Brewing Company bekannt wurde.

## Biografie
Frederick Schaefer emigrierte in die USA. Er kam am 23. Oktober 1838 mittellos in New York City an. Innerhalb von zwei Wochen fand er eine Anstellung in der Brauerei Sebastian Sommers, die sich am Broadway zwischen der 18th und 19th Street befand.
Im Juni 1839 kam sein Bruder Maximilian ebenfalls nach New York City. Maximilian hatte ein Rezept für Lagerbier aus der Heimat mitgebracht. Die beiden Brüder beschlossen, Geld anzusparen und die Anteile Sommers aufzukaufen. Im Jahr 1842 setzten sie ihre Pläne in die Tat um und benannten die Brauerei in F. M. Schaefer Brewery um.
Innerhalb der kommenden Jahre musste die Schaefer-Brauerei mehrere Male den Standort wechseln, da sich Lagerbier als äußerst populär herausstellte. Gemeinsam mit seinem Bruder hatte Frederick etliche Grundstücke in Manhattan gekauft. Mit dem anhaltenden Boom zwischen 1840 und 1850 hatten diese erheblich an Wert gewonnen – die Schaefer-Brüder hatten also eine solide finanzielle Grundlage zu dieser Zeit.
Die Schaefers leiteten ihre Brauerei sehr erfolgreich. 1871 war sie bereits die sechstgrößte Brauerei in den USA. 1880 wählten sie den Namen F. & M. Schaefer Brewing Company – dieser bestand bis zum Verkauf der Brauerei im Jahr 1980.
Frederick Schaefer verstarb 1897, sein Bruder Maximilian übernahm die Leitung der Brauerei. Er liegt auf dem Woodlawn Cemetery begraben.
Auf dem Höhepunkt ihres Erfolgs war die Schaefer-Brauerei die fünftgrößte Brauerei in den USA.